# Campionati mondiali di canoa/kayak slalom 2007
I XXXI Campionati mondiali di canoa/kayak si slalom si sono svolti a Foz do Iguaçu (Brasile).

## Podi

### Uomini
| Evento        | Oro                                                      | Perform. | Argento                                                 | Perform. | Bronzo                                                 | Perform. |
| Canoa         |                                                          |          |                                                         |          |                                                        |          |
| C-1           | Slovacchia Michal Martikán                               |          | Francia Tony Estanguet                                  |          | Australia Robin Bell                                   |          |
| C-1 a squadre | Francia Tony Estanguet Pierre Labarelle Nicolas Peschier |          | Germania Jan Benzien Nico Bettge Lukas Hoffmann         |          | Rep. Ceca Stanislav Jezek Tomás Indruch Jan Masek      |          |
| C-2           | Slovacchia Pavol Hochschorner Peter Hochschorner         |          | Francia Pierre Luquet Christophe Luquet                 |          | Italia Andrea Benetti Erik Masoero                     |          |
| C-2 a squadre | Slovacchia                                               |          | Francia                                                 |          | Slovacchia                                             |          |
| Kayak         |                                                          |          |                                                         |          |                                                        |          |
| K-1           | Francia Sébastien Combot                                 |          | Germania Fabien Dörfer                                  |          | Regno Unito Campbell Walsh                             |          |
| K-1 a squadre | Germania Fabien Dörfer Alexander Grimm Erik Pfanmöller   |          | Francia Julien Billaut Pierre Bourland Sébastien Combot |          | Rep. Ceca Ivan Pisvejc Vavřinec Hradilek Lubos Hilgert |          |

### Donne
| Evento        | Oro                                                       | Perform. | Argento                                                        | Perform. | Bronzo                                                  | Perform. |
| Kayak         |                                                           |          |                                                                |          |                                                         |          |
| K-1           | Germania Jennifer Bongardt                                |          | Slovacchia Elena Kaliská                                       |          | Rep. Ceca Stepánka Hilgertová                           |          |
| K-1 a squadre | Germania Jennifer Bongardt Mandy Planert Jasmin Schomberg |          | Slovacchia Stepánka Hilgertová Irena Pavelková Marie Rihosková |          | Regno Unito Fiona Pennie Laura Blakeman Elizabeth Neave |          |

## Medagliere
| Posizione | Paese       | Oro | Argento | Bronzo | Totale |
| --------- | ----------- | --- | ------- | ------ | ------ |
| 1         | Germania    | 3   | 2       | 0      | 5      |
| 2         | Francia     | 2   | 4       | 0      | 6      |
| 3         | Slovacchia  | 2   | 1       | 1      | 4      |
| 4         | Rep. Ceca   | 1   | 1       | 3      | 5      |
| 5         | Regno Unito | 0   | 0       | 2      | 2      |
| 6         | Australia   | 0   | 0       | 1      | 1      |
| 6         | Italia      | 0   | 0       | 1      | 1      |
| Totale    | Totale      | 8   | 8       | 8      | 24     |